# Талица-Труба

Талица-Труба — река в России, протекает в Пошехонском районе Ярославской области. Определение «Труба», видимо, необходимо для отличия от другого притока Конгоры, реки Талица, которая течёт восточнее, и во многом подобна этой реке.
Исток находится в урочище Труба, в лесной ненаселённой местности на севере района, примерно в 8 км на восток от села Патрино. Река течёт в южном направлении по лесной местности протекает через урочище Гусина и деревню Сакулино. Ниже Сакулино принимает правый приток ручей Борисовский, который протекает по лесной, ненаселённой местности западнее Талицы. Около деревни Подрелино Талица резко поворачивает на запад и примерно чере 1,5 впадает в Конгору в урочище Илья, образуя острый мыс, у основания которого между Талицей и Конгорой и расположена деревня Подрелино. Устье реки находится в 11 км по правому берегу реки Конгора. Длина реки — 16 км, площадь её водосборного бассейна — 47,5 км².

## Данные водного реестра
По данным государственного водного реестра России относится к Верхневолжскому бассейновому округу, водохозяйственный участок реки — Рыбинское водохранилище до Рыбинского гидроузла и впадающие в него реки, без рек Молога, Суда и Шексна от истока до Шекснинского гидроузла, речной подбассейн реки — Реки бассейна Рыбинского водохранилища. Речной бассейн реки — (Верхняя) Волга до Куйбышевского водохранилища (без бассейна Оки).
По данным геоинформационной системы водохозяйственного районирования территории РФ, подготовленной Федеральным агентством водных ресурсов:
- Код водного объекта в государственном водном реестре — 08010200412110000009779
- Код по гидрологической изученности (ГИ) — 110000977
- Код бассейна — 08.01.02.004
- Номер тома по ГИ — 10
- Выпуск по ГИ — 0